# Línea 102 (EMT Madrid)
La línea 102 de la EMT de Madrid une la estación de Atocha con la estación de El Pozo, atravesando Entrevías.

## Características
La línea 102 acerca a los vecinos del Pozo del Tío Raimundo al centro de Madrid, de igual manera que lo hace la línea 24. Sin embargo, mientras la línea 24 atraviesa el barrio de San Diego y apenas se adentra en el corazón del barrio de Entrevías, además de pasar por el intercambiador del Puente de Vallecas, la línea 102 se adentra en el barrio de Entrevías y llega a su cabecera en Atocha a través del distrito de Arganzuela (calle de Méndez Álvaro) en vez del distrito de Retiro (Avenida de la Ciudad de Barcelona).
La línea se creó el 1 de abril de 1980 para sustituir la línea periférica P-12 entre Atocha - Pozo del Tío Raimundo (Entrevías) que pasó a ser municipalizada.
La primitiva línea 102 tenía el itinerario Pza. Emperador Carlos V - Pozo del Tío Raimundo, con su cabecera en la calle Murcia y sin adentrarse tanto en el barrio de Entrevías, pero debido a una reorganización de las líneas dentro del barrio desapareciendo la línea 112 del mismo, modificó su recorrido por el interior del barrio de Entrevías además de ampliarse hasta la estación de El Pozo. También con este motivo, la línea cambió su recorrido en torno a la cabecera central, que se ubicó en las dársenas de la estación de Atocha, creándose entonces el circuito neutralizado que tiene la línea entre la calle Áncora y su cabecera en Atocha.
El 26 de mayo de 2014, cambia el nombre de la cabecera de Atocha por "Atocha Renfe".
El 3 de enero de 2021, vuelve a cambiar el nombre de la cabecera de Atocha Renfe por "Estación de Atocha".

### Frecuencias
| Lunes a viernes laborables |               |
| De 6:00 a 9:00             | 4-7 minutos   |
| De 9:00 a 20:00            | 5-9 minutos   |
| De 20:00 a 23:00           | 6-20 minutos  |
| Sábados laborables         |               |
| De 6:00 a 9:00             | 13-25 minutos |
| De 9:00 a 21:00            | 10-13 minutos |
| De 21:00 a 23:00           | 13-20 minutos |
| Domingos y festivos        |               |
| De 7:00 a 10:00            | 15-25 minutos |
| De 10:00 a 20:00           | 13-17 minutos |
| De 20:00 a 23:00           | 16-25 minutos |

## Recorrido y paradas

### Sentido Estación de El Pozo
La línea inicia su recorrido en la marquesina situadas en el Paseo de la Infanta Isabel junto a la estación de Atocha, saliendo en dirección este para incorporarse a la Avenida de la Ciudad de Barcelona.
Recorre esta avenida hasta la intersección con la calle Comercio, desviándose por esta para recorrerla entera, girando al final de la misma a la izquierda para tomar la calle de Méndez Álvaro, que recorre hasta el final, pasando bajo la M-30 para seguir de frente por la Avenida de Entrevías.
Desde esta avenida gira a la izquierda por la calle Cardeñosa, que recorre entera siguiendo al final de la misma por la calle Ruidera, por la que baja hasta la intersección con la calle Bohonal, por la que gira recorriéndola hasta desembocar en la Ronda Sur.
A continuación, la línea circula por la Ronda Sur hasta girar a la izquierda por la calle Serena, que recorre hasta la intersección con la calle Barros, a la que se incorpora y que recorre hasta salir de nuevo a la Ronda Sur. Sigue por esta calle hasta llegar al barrio conocido como El Pozo del Tío Raimundo, al cual entra por la calle Padre Llanos, girando enseguida a la derecha por la calle Vecinos del Pozo, que recorre entera, siguiendo por su continuación, Cabo Machichaco, hasta girar a la izquierda por la calle Andaluces del Pozo, que recorre hasta el final, girando a la izquierda por la calle Esteban Carros, al final de la cual se reincorpora a la calle Padre Llanos, por la que sale a la Avenida de Entrevías, donde tiene su cabecera junto a la estación de cercanías de El Pozo.
| Código | Parada                                   | Común con       | Conexiones con Metro y Cercanías | Otros |
| ------ | ---------------------------------------- | --------------- | -------------------------------- | ----- |
| 5853   | ESTACIÓN DE ATOCHA (Av. Cdad. Barcelona) |                 | Atocha                           |       |
| 1402   | Basílica de Atocha                       | 24 37 54 57 141 |                                  |       |
| 5160   | Metro Menéndez Pelayo                    | 152             | Menéndez Pelayo                  |       |
| 3913   | Amanecer en Méndez Álvaro                | 152             |                                  |       |
| 1967   | Méndez Álvaro-REPSOL                     | 8 152           |                                  |       |
| 1969   | Metro Méndez Álvaro                      | 152             | Méndez Álvaro                    |       |
| 2917   | Estación Sur                             | 148 152         |                                  |       |
| 2920   | Méndez Álvaro-Estación Sur               | 148 152         |                                  |       |
| 2922   | Avenida de Entrevías-Méndez Álvaro       |                 |                                  |       |
| 2924   | Avenida de Entrevías-Convenio            |                 |                                  |       |
| 2926   | Avenida de Entrevías-Mejorana            |                 |                                  |       |
| 2928   | Cardeñosa-Avenida de Entrevías           |                 |                                  |       |
| 2929   | Cardeñosa-Lagartera                      |                 |                                  |       |
| 2930   | Ruidera-Bohonal                          | 111             |                                  |       |
| 2931   | Ronda Sur-Santa Rafaela                  | 111             |                                  |       |
| 2933   | Serena-Campiña                           |                 |                                  |       |
| 1093   | Barros-Villuercas                        | 103             |                                  |       |
| 4840   | Ronda Sur-Barros                         | 103             |                                  |       |
| 2934   | Ronda Sur-Avenida de las Glorietas       | 103             |                                  |       |
| 2204   | Vecinos del Pozo                         | 24 180          |                                  |       |
| 2205   | Cabo Machichaco                          | 24 180          |                                  |       |
| 2206   | El Pozo                                  | 24              |                                  |       |
| 4841   | Esteban Carros-Cooperativa Eléctrica     | 24 180          |                                  |       |
| 4843   | Esteban Carros-Padre Llanos              |                 |                                  |       |
| 4837   | ESTACIÓN EL POZO (Av. Entrevías)         | 103 310 T31     | El Pozo                          |       |

### Sentido Estación de Atocha
La línea inicia su recorrido en la Avenida de Entrevías, junto a la estación de El Pozo, desde donde sale en dirección al barrio de El Pozo del Tío Raimundo, entrando al mismo por la calle del Padre Llanos. Gira enseguida a la derecha por la calle Esteban Carros, para girar de nuevo a la derecha por la Avenida de las Glorietas. Después de recorrer casi entera la avenida gira a la derecha por la calle Vecinos del Pozo e inmediatamente a la izquierda por la calle de la Cooperativa Eléctrica, que recorre hasta desembocar en la Ronda Sur, por la cual sale a de nuevo a la Avenida de Entrevías.
Circulando por esta avenida gira enseguida a la izquierda por la calle Villacarrillo, que recorre entera siguiendo al final de la misma por la calle Villuercas, que también recorre entera, girando al final de la misma a la izquierda por la calle Barros, al final de la cual sale a la Ronda Sur de nuevo, que recorre hasta desviarse por la calle Hornachos, por la que circula totalmente girando al final a la izquierda por la calle Montánchez, volviendo a salir a la Ronda Sur.
Al llegar a la intersección con la calle Bohonal, se desvía por la misma, circulando hasta la intersección con la calle Ruidera, por la que gira para recorrerla entera, siguiendo al final por la calle Sierra de Contraviesa, que recorre también entera hasta salir a la Avenida de Entrevías, que toma en dirección al centro de Madrid.
A partir de aquí, la línea sigue el mismo recorrido de la ida en sentido contrario hasta que llega a la intersección de la calle de Méndez Álvaro con la calle Comercio, donde sigue de frente hasta desviarse algo más allá a la izquierda por la calle Áncora.
Al final de esta calle gira a la derecha para subir por el paseo de las Delicias, que desemboca en la plaza del Emperador Carlos V, donde la línea toma la salida del paseo de la Infanta Isabel hasta que llega a su cabecera junto a la estación de Atocha.
| Código | Parada                                   | Común con   | Conexiones con Metro y Cercanías | Otros |
| ------ | ---------------------------------------- | ----------- | -------------------------------- | ----- |
| 4837   | ESTACIÓN EL POZO (Av. Entrevías)         | 103 310 T31 | El Pozo                          |       |
| 4844   | Esteban Carros-Padre Llanos              |             |                                  |       |
| 4842   | Esteban Carros-Cooperativa Eléctrica     | 24          |                                  |       |
| 2207   | Avenida de las Glorietas                 | 24          |                                  |       |
| 2208   | Cooperativa Eléctrica                    | 24          |                                  |       |
| 2209   | Ronda Sur-Depósito de Agua               | 24 103      |                                  |       |
| 4657   | Avenida de Entrevías-Villacarrillo       | 103         |                                  |       |
| 4658   | Villacarrillo-Cazorla                    | 103         |                                  |       |
| 2936   | Barros-Villuercas                        |             |                                  |       |
| 4845   | Ronda Sur-Barros                         |             |                                  |       |
| 2937   | Entrevías                                | 111         |                                  |       |
| 2938   | Ronda Sur-Montánchez                     | 111         |                                  |       |
| 2939   | Ronda Sur-Serena                         | 111         |                                  |       |
| 2932   | Ronda Sur-Santa Rafaela                  | 111         |                                  |       |
| 2940   | Ruidera-Bohonal                          | 111         |                                  |       |
| 2941   | Sierra Contraviesa-Lagartera             |             |                                  |       |
| 2942   | Sierra Contraviesa                       |             |                                  |       |
| 2927   | Avenida de Entrevías-Mejorana            |             |                                  |       |
| 2925   | Avenida de Entrevías-Convenio            |             |                                  |       |
| 2923   | Avenida de Entrevías-Méndez Álvaro       |             |                                  |       |
| 92     | Méndez Álvaro-Estación Sur               | 148         |                                  |       |
| 2918   | Estación Sur                             | 152         |                                  |       |
| 1970   | Metro Méndez Álvaro                      | 8 152       | Méndez Álvaro                    |       |
| 1968   | Méndez Álvaro-REPSOL                     | 8 152       |                                  |       |
| 1971   | Amanecer en Méndez Álvaro                | 8 152       |                                  |       |
| 5144   | Méndez Álvaro-Bustamante                 | 8           |                                  |       |
| 1973   | Méndez Álvaro-Áncora                     | 8           |                                  |       |
| 2421   | Metro Palos de la Frontera               |             | Palos de la Frontera             |       |
| 5360   | Delicias-Atocha                          | 59 85 86 E1 |                                  |       |
| 5853   | ESTACIÓN DE ATOCHA (Av. Cdad. Barcelona) |             | Atocha                           |       |